# لندن (مینه‌سوتا)
لندن (به انگلیسی: London) یک منطقهٔ مسکونی در ایالات متحده آمریکا است که در شهرستان فری‌بورن، مینه‌سوتا واقع شده‌است. لندن ۳۶۳٫۹۴ متر بالاتر از سطح دریا قرار دارد.